# Johann Heinrich Sander
Johann Heinrich Sander (* 12. März 1810 in Hamburg; † 21. Januar 1865 ebenda) war ein deutscher Landschafts- und Marinemaler der Hamburger Schule.

## Leben
Sander studierte zunächst in Hamburg bei Johann Hieronymus Barckhan und Friedrich Rosenberg, ab 1830 an der Akademie der Bildenden Künste München und ab 1835 in Paris. Ab 1836 war er in Hamburg ansässig. Sander war Mitglied im Hamburger Künstlerverein von 1832.
Einige seiner Werke wurden von dem in Leipzig lebenden englischen Stahlstecher Albert Henry Payne verwendet, die u. a. 1841 von Theodor von Kobbe in seinem Buch Wanderungen an der Nord- und Ostsee aufgenommen wurden. Auch der ebenfalls aus England stammende Stahlstecher Henry Winkles und der Stahl- und Kupferstecher Ernst Grünewald (1801–1848) nutzten Gemälde und Zeichnungen Sanders für ihre Werke, letzterer um 1838 für eine Ansicht des Hamburger Pferdemarkts mit St. Jacobi oder des Alten und Neuen Jungfernstiegs an der Binnenalster.